# Rick Stafford
Richard Wayne Stafford, III (* 19. April 1972 in Salt Lake City, Utah) ist ein ehemaliger deutscher Basketballspieler und -trainer. Der gebürtige US-Amerikaner mormonischen Glaubens spielte selbst beinahe zehn Jahre in der deutschen Basketball-Bundesliga, bevor er Trainer wurde. Seit dem Jahre 2000 besitzt er die deutsche Staatsbürgerschaft. Seine Großmutter stammte aus Deutschland.

## Leben
Stafford ging in Auburn im US-Bundesstaat Washington zur Schule und spielte Basketball an der Auburn High School. Als mormonischer Missionar war Stafford eineinhalb Jahre in Chemnitz, Dresden und Leipzig tätig. In dieser Zeit erlernte er die deutsche Sprache. Zum Studium ging Stafford zunächst ans Ricks College (später in Brigham Young University-Idaho umbenannt) in den US-Bundesstaat Idaho und anschließend an die University of Alaska Anchorage, wo schon der deutsche Nationalspieler Hansi Gnad bei den Seawolves in der NCAA-Division II gespielt hatte. Stafford spielte von 1995 bis 1997 in Alaska und setzte sich mit 299 Korbvorlagen auf den vierten Platz der ewigen Bestenliste der Hochschule, wurde aber später von anderen Spielern überholt.
1997 kam er nach Deutschland zurück und begann in der 2. Basketball-Bundesliga beim TV Langen seine Laufbahn als Berufsbasketballspieler. In Langen war Stafford gleichzeitig als Jugendtrainer tätig. In der Saison 1998/99 erzielte Stafford für die Hessen durchschnittlich 23,4 Punkte je Begegnung. Nach zwei Jahren wechselte er in die erste Bundesliga und spielte ein Jahr für Brandt Hagen. In Hagen war er in der Saison 1999/2000 mit durchschnittlich 19,4 Punkten je Begegnung der beste Korbschütze der Mannschaft und stand mit diesem Wert in der Bundesliga-Korbjägerliste auf dem fünften Platz. Des Weiteren war er zweitbester Korbvorbereiter der Hagener hinter Dan Earl.
Danach spielte er wieder in Hessen, diesmal für zwei Jahre in Gießen. Nach einer starken Saison 2001/02 (15,1 Punkte, 4,5 Rebounds, 2,6 Korbvorlagen/Spiel) wechselte er nach Bamberg. Seine erfolgreichste Zeit als Spieler hatte er dort unter Trainer Dirk Bauermann. Nach zwei Vizemeisterschaften wurde er 2005 Deutscher Meister. Bamberg war damals mit Spielern wie Chris Ensminger, Steffen Hamann und Stafford selbst für seine harte und kompromisslose Verteidigung bekannt. Stafford erlitt im Laufe des Meisterspieljahres 2004/05 Rückschläge in Form einer Hirnhautentzündung sowie einer Bänderverletzung, war dann aber insbesondere in der Viertelfinalserie gegen Oldenburg einer der Sieggaranten, als er in den drei Partien gegen die Niedersachsen 27, 22 und 6 Punkte erzielte. Er zog sich dann eine Ellenbogenverletzung zu und spielte bis zum Saisonende deutlich weniger als vor allem in den Duellen mit Oldenburg. Insgesamt erreichte Stafford in der Saison 2004/05 Mittelwerte von 6,3 Punkten, 2,8 Rebounds und 1,6 Korbvorlagen je Begegnung.
Nach seiner Spielerkarriere wurde er Trainer beim TSV Breitengüßbach, der damals in der 2. Bundesliga Süd spielte. Im Februar 2007 musste er wegen Verletzungsproblemen seiner Mannschaft noch einmal selbst aufs Spielfeld. In der darauffolgenden Saison war er als Assistenztrainer von Bauermann beim Erstligaklub in Bamberg tätig. Nach dem Ausscheiden von Bauermann in Bamberg nach der Saison 2007/08 verpflichtete man allerdings Chris Fleming vom Ligakonkurrenten Artland Dragons. Daher verließ Stafford das Frankenland und wurde im Juni 2008 als Cheftrainer vom Bundesligisten EnBW Ludwigsburg verpflichtet. Als man die Play-off-Teilnahme verpasste und sich die Erwartungen von Verein und Trainer nicht erfüllten, wurde er einen Spieltag vor dem Saisonende 2009 entlassen. Er kehrte in die USA zurück und wurde als Lehrer tätig. Er stieg in Orem (Bundesstaat Utah) zum stellvertretenden Schulleiter der Lakeridge Junior High School auf. Später wurde er im selben Bundesstaat an der Polaris High School in American Fork ebenfalls als stellvertretender Schulleiter tätig.

## Sonstiges
Stafford ist Mitglied der Kirche Jesu Christi der Heiligen der Letzten Tage.
Sein Bruder Rob Stafford gehörte in der Saison 2004/05 zur Mannschaft des Regionalligisten FC Baunach, 2007/08 verstärkte er TTL Bamberg in der 2. Regionalliga. Mit Isaak Stafford verstärkte in den Spieljahren 2007/08 und 2008/09 ein weiterer Bruder einen deutschen Verein, er spielte beim Zweitligisten Breitengüßbach. Rick Stafford war zu dieser Zeit aber schon nicht mehr Cheftrainer des Vereins.
Mit seiner Frau Maren hat er acht Kinder. Ihr Sohn Ricky, der ebenfalls Basketball spielte, erkrankte 2014 an Leukämie. In der Saison 2022/23 stand Ricky Stafford beim Drittligisten Basketball Löwen Erfurt unter Vertrag.